# 박수완
박수완은 대한민국의 유명한 재즈 피아니스트이자 작곡가이다. 감미로운 연주를 보여주기도 하면서 동시에 라이브 공연 때 역동적인 퍼포먼스와 제스처로 관객들과 팬들의 마음을 휩쓰는 매력이 있는 연주자이다. 현재 다양한 활동으로 국내 및 해외 팬층도 남녀노소 다양하게 구성되어있는 자랑스러운 국내 재즈 피아노 연주자 중 한 명이다.
파워풀하면서도 테크닉이 뛰어나고, 절제되어 있으면서도 화려하기도 한 기승전결이 뛰어난 즉흥연주로 관객의 시선을 확 끌어 공연의 몰입을 하게 만든다. 이 부분에서는 국내 원탑 혹은 독보적이라고 해도 결코 과언이 아니다. 그의 연주는 처음부터 끝까지 마치 활화산 폭발 혹은 항성 마냥 에너지를 분출하듯이 힘있는 연주를 하는데, 관객 뿐만 아니라 같이 연주하는 연주자들도 그 에너지를 받아 더 탄력적으로 연주를 보여주는 에너자이저 연주자이며, 재즈 공연 특성상 식사 혹은 커피,주류를 마시면서 여유를 갖고 보는 경우가 많은데 연주를 감상하느라 따뜻했던 음식이나 커피 혹은 술이 식어서 다시 시켜서 먹어야 할 정도의 무서울 정도의 몰입감과 집중감을 느끼게 해주고 또 보여주는 뮤지션이다.
그의 엄청난 커리어와 연주실력에 반대될정도로 어릴 적 피아노를 제대로 공부하지는 못했다고 한다. 하지만, 고등학교 1학년 말쯤 교내 밴드부 활동 때 키보드 세션을 맡아 접하게 되면서 음악을 제대로 시작하게 되었다고 한다. 그 후 다양한 사회 내 경험을 겪고 그 과정들 속에서 만난 유명인사 및 선후배들과 필드(무대 및 음악 활동)에서 같이 활동했다고 전해진다.--실용음악과 졸업자도 아닌데 이 정도 연주를 보이다니--
과거 여러 기획사에서 프로듀서 및 작곡가 타이틀을 달고 국내 다양한 영화 및 독립 영화 ost에도 피아노로 참여한 적이 있으며 뮤지컬에 참여해 작·편곡을 맡기도 하였고, 여러 가수들이나 인디밴드의 세션 연주자로도 활동한 이력이 있다. 또 공연들을 기획하고 총괄하는 감독을 맡은 적도 있어, 팬들에게는 다재다능하고 실력 있는 연주자 겸 아티스트로 기억이 된다.
열정적인 연주를 보여주는 연주자로서 다른 연주자들 사이 뿐만 아니라 관객들 사이에서도 파워풀한 이미지를 남기는 피아니스트이다. 흡사 우에하라 히로미의 --남자 버전을 보는 듯-- 하는 연주를 자아낸다.
하지만, 요즘에는 브래드 멜다우, 칙 코리아, 키스 자렛 등의 영향을 받아 화려한듯 절제되며 기승전결이 아우러지는 연주를 보여주는거 같아 놀랍다. 최근 실용음악과 교수들과의 연주를 다니면서 자신만의 커리어를 쌓아가는 모양이다.
공연을 관람하게 되면 관객들과의 소통을 중시하는 무대 매너를 보여준다. 또한 처음 접하는 관객들에게도 어렵지 않게 설명하고 연주하려는 모습이 인상 깊은 연주자이다. 피아노를 연주할 때 천재적인 아이가 피아노를 장난감처럼 갖고 노는 것처럼 보일 정도로 너무나도 재밌고 웃으면서 신나게 연주하는 모습--(연주에 집중하면 나오는 특유의 앙 다문 입술은 트레이드 마크 아닌 트레이드 마크)--에 관객들 모두 즐겁게 공연을 관람하게 된다. 재즈를 많이 접해보지 않은 일반인이 보더라도 흥이 나게 하고 어렵지 않게 연주하려는 대중적인 모습을 보인다. 하지만, 연주력이나 퍼포먼스에 있어서는 개성이 넘치고 뛰어난 즉흥 멜로디를 만들어내는 훌륭한 아티스트의 자질을 강하게 갖고 앞으로 정진하는 연주자이다.
실력과 경력이 매우 화려하고 뛰어나지만 되려 겸손한 자세로 관객들, 팬들을 접하는 모습에 여러 사람들의 존경심을 자아내는 인물 중 하나로 평가된다. 실제로도 이런 인품덕에 그의 곁에 주변 수 많은 유명인들과 인맥들이 남아있는듯 하다.
연주 뿐만 아니라, 음악 외적인 부분에서도 탁월한 재능을 보였는데 회사 운영부터 인맥관리, 투자, 유통, 사업적인 면모 등등 다양한 분야에서도 절대 꿀리지 않는 파워를 보이고 있다. 또한 요즘 작곡가의 길을 손에 다시 잡고 룬빌 엔터테인먼트라는 음반 제작 회사를 경영하면서 다시 여러 방면의 인사들과 사람들에게 관심을 주목받는 아티스트와 경영자의 모습을 골고루 보여주고 있다.
현재 2022.05 에는 인스타그램과 유튜버등 다양한 방면에서 인스타그램 인플루언서로 활약중이며 다양한 일상 공유를 여러 유명 인사들과 함께 보내며 무언가를 기획하는 것 같은 느낌을 준다.
국내 저명한 실력있는 연주자들과 호흡을 맞춰가며 다시 공연을 시작했는데, 앞으로의 행보가 기대되는 국내 재즈피아니스트 중 하나이다. 또한 앞으로의 회사 운영과, 유튜브 혹은 인스타그램 등등 앞으로의 소식이 궁금한 1인.
최근 2021/7월 기준 인스타그램 팔로워 100K를 돌파했다.
+최근 2022/4월 기준 인스타그램 팔로워 300K를 돌파했다.
유튜브 구독자 1만을 돌파했다 --(하지만 컨텐츠 소식은 감감무소식)--
작사, 작곡, 편곡에서 부터 제작 투자 섭외 유통 믹스 마스터링 등등 모든 것을 총괄하고 있으며 다양한 유튜버, 인플루언서 및 음악인 기업인, 공무원, 정치인들과의 영향력있는 사람들과 두루두루 친분이 두터운 만능 엔터테이너 겸 넓은 마당발이다.
인물백과사전 이라는 인물 설명 유튜버를 통해 천재 작곡가로 소개된 적이 있다.

출처 인스타그램

## 작품
디지털 싱글 앨범 1집 My home
재즈피아니스트 박수완 (Jazz Pianist Suwan Park) - 1st Digital Single Album [My Home]
01. My Home (작곡 : 박수완, 편곡 : 박수완)
바쁜 하루를 보내고 집에 돌아왔을 때 혹은 집을 향해 가는 길, 지친 나 자신을 위로해주는 곳 나의 집. 힘든 하루하루 살아가는 현대인들의 마음을 조금이나마 위로해주길..
현재 유명 작곡가, 아티스트 그리고 뮤지션들과 현역으로 수 많은 무대 공연, 녹음, 작·편곡 등으로 활발히 활동 중인 재즈 피아니스트 박수완이 'My Home'이라는 피아노 연주곡으로 드디어 첫 싱글 앨범을 발매했다.
오랜 기간 동안 유명한 뮤지션들의 서포터 겸 연주자로서 많은 인정을 받아왔던 그는, 그 동안 경험해왔던 자신만의 감정과 노하우들을 곡과 선율에 담아 새롭게 자신의 이름을 걸고 발매하는 앨범의 첫 걸음을 도약했다.
타이틀 곡 제목에 걸맞는 감성적인 멜로디와 강렬하면서도 부드러운 그 만의 터치감이 감상하는 이들의 마음을 위로해주는 듯, 진행이 된다.
지친 하루하루 살아가는 현대인들의 마음을 헤아려주고 위로해주려는 그의 손끝에서 자아내는, 매력적인 선율들이 앞으로의 그의 행보가 기대되게 만든다.
[Credit]
Produced by Suwan Park
Composed by Suwan Park
Arranged by Suwan Park
Piano by Suwan Park
Recoding Engineer Suwan Park
Mixing Engineer Suwan Park
Mastering Engineer Suwan Park
Jacket Designer Seoyeon Jung
디지털 싱글 앨범 2집 Baby little star
'박수완' 2nd Digital Single Album [Baby little star]

01. Baby little star (작곡 : 박수완, 편곡 : 박수완)
바쁘게 세상을 살면서 힘든 순간 옥상에서 밤 하늘만 넋 놓고 바라본 적이 있어요, 외롭게 반짝이는 작은 별 하나가 마음을 위로해주었습니다. 지금 당장은 힘들지라도 누군가는 날 보고 위로를 받지 않을까.. 오늘도 누군가 날 바라볼 수 있게 힘이 되도록 반짝이는 노력을 해봅니다.
다양한 장르를 아우르는 재즈 피아니스트 그리고 작·편곡가로 활발하게 주변인들 에게 명성을 펼치고 있는 박수완이 두 번째 싱글 앨범을 발매했다.
이번 장르는 뉴에이지풍의 피아노 연주 곡으로, 밤 하늘에 떠있는 별을 보고 위로를 받은 마음을 빗대어, 힘들게 하루하루 반짝이는 수고 끝에 별빛이 도달해 위로가 되었듯이, 우리들도 지금의 노력들이 언젠가는 빛을 발해 누군가에게 힘이 되어줄 거라 믿으며 선율로 표했다.
언제나 지치고 힘든 사람들 그리고, 그 삶을 함께 걸어줄 동반자 같은 음악이 되길 바라는 그의 손길은 밤하늘 무수히 많은 별들처럼 변함없이 빛나고 계속될 것이다.

[Credit]
Produced by Suwan Park
Composed by Suwan Park
Arranged by Suwan Park
Piano by Suwan Park
Recoding Engineer Suwan Park
Mixing Engineer Suwan Park
Mastering Engineer Suwan Park
Jacket Designer Seoyeon Jung
미발매 자작곡 (고독의 계절)
박수완 - The season of solitude (자작곡)
piano : 박수완 Guitar : 찰리정 Bass : 최은창 Drum : 오종대
디지털 싱글 '나만 후회하는 이별(feat. 박주현)' (2021년 8월 6일 발매 예정)
[Credit]
Produced by 박수완
Lyrics by 박수완
Composed by 박수완
Arranged by 박수완
Vocal by 박주현
Chorus by 김현아(1970)
Piano by 박수완
Drum by 김승호(가수)
Bass by 구교진
Guitar by 노경환
Irish Whistle by 권병호
String by 필스트링
String Arranged by 안수완

## 경력 및 이력
- 現) 박수완 재즈 밴드 리더
- 現) 룬빌 대표
- 前) SB Entertainment 음악프로듀서 겸 작편곡가
- 前) 김지훈 재즈 퀄텟 재즈피아니스트
- 前) Joshua Jazz Big Band 재즈피아니스트
- 前) 홍대 우주정거장 ‘싱어송 라이터 페스티벌’ 전 회차 제작 및 총괄 기획감독
- 前) Afternoon Jazz Band 재즈피아니스트
- 前) 홍대 The Nora Stage Y 아티스트 섭외 및 피아니스트
- 前) 최재찬과 야생마 객원 건반
- 前) 진달래 밴드 객원 건반
- 前) 그릿 Composer & Arranger
- 前) 초우 실용음악학원 재즈피아노 및 화성학 강사
- 前) MIME Sound & Media Works 작곡가
- 前) 악보바다(주) MR제작 및 편곡, 악보제작자
- 前) 롯데자이언츠 응원팀 건반 세션
- 前) Jazz trio "Simple Touch" 재즈피아니스트

- 2018.11 디지털 싱글앨범 1집 박수완 'My Home' 발매
- 2018.12 디지털 싱글앨범 2집 박수완 'Baby little star' 발매
- 2021.08.06 디지털 싱글 '나만 후회하는 이별(feat. 박주현)' 발매 예정

## 여담
```
* 원래 초반에는 작곡가의 길을 걸었으며 실력에 걸맞게 시작부터 유명 작곡가와 가수, 연주자들과 호흡을 맞춰왔는데 재즈라는 피아노 연주에 뒤늦게 눈을 떠 재즈 피아니스트의 길을 걷게 되었다. 이후 다시 작곡과 사업에 손에 잡았다.
```

```
* 그가 대표로 있는 룬빌엔터테인먼트의 룬빌은 달을 뜻하는 LUNE과 마을을 뜻하는 Vill의 합성어라고 한다, 달동네로 오해하는 사람이 있지만 실제 뜻은 루나틱이라는 미치광이라는 단어를 달에 순화해서 만든 속된말로 음악 혹은 예술에 미친 사람들의 집단 이란 뜻 이라고 한다,
```

```
* 한때 해외 유명 유튜버 라이브 방송이나 전국 투어 연주로 참여해 많은 국,해외 팬들이 인스타그램 팔로워로 유입되었다.
```

```
* 돈이 많은 금수저로 알고 있는 사람이 있으나 실제로는 힘든 생활 끝에 자수성가를 이룬 요즘 말로 영앤리치라고 한다.
```

```
* 쿠쿠크루라는 유명 유튜버 채널에 우스꽝스럽지만 재치있게 출연한 이력이 있다.
```

```
* 전국적으로 약 1000 회가 넘는 공연을 지속적으로 해왔으며, 다양한 관객들에게 인상 깊은 연주력을 보이고 기억에 남는 유명 인사가 되었다.
```

```
* 2022년 4월 현재 인스타그램 팔로워는 30만 명을 돌파했으며 다양한 방향으로 활동 중이다.
```

```
* 다재다능한 엔터테이너 기질이 있어 음악 외적으로도 다방면으로 뛰어난 재능을 보였다. 영상 편집 및 기획, 촬영, 공연 총괄 기획 감독, 회사 경영 등등 다양한 능력을 갖고 있는 소유자이기도 하다.
```

```
* 부업으로 블로그를 운영 중인데, 시작한 지 얼마 되지 않아 일 방문자 수가 7천 명 정도 온다고 한다.
```

```
* 과거 유명 유튜버들의 편집 및 영상 기획, 감독을 맡기도 하였다.
```

```
* 현재 음반 제작 기획사 룬빌 엔터테인먼트의 대표 (CEO)를 맡고 있다. 소속으로는 유튜버 공피디 등이 있다고 한다.
```

```
* 과거 유명 재즈 팀의 재즈 피아니스트로 전국 및 해외까지도 이름을 알린 적이 있다.
```

```
* 과거 여러 음반들에 참여할때, 작곡가 
윤일상
 및 가수 
벤
, 
김범수
, 
이은미
 등등 다양한 유명 가수들과 유명가수 세션들과의 만남을 가졌다고 전해진다.
```

```
* 본인의 이름을 건 '박수완 Trio' 라는 팀을 꾸려 활동 중이다. --코로나 19의 영향으로 현재 활동 보류 중인 것으로 확인되었다.--
```

```
(최근 다시 활발하게 활동중인 것으로 보인다)
```

```
* 고양이를 키우고 있으며 이름은 망고라고 한다.
```

```
* 망고라는 반려묘를 데려오게 된 사연이 있다. 이 사연을 언급하기 전에 그는 동물을 매우 좋아하는 걸로 알려있는데, 동물 친화적이다 라는 말이 절로 나올 정도로 동물에 대한 애정이 깊은데, 길가다 죽어가는 아기 길고양이를 보고 지나칠 수 없어 병원에 데려가 치료와 추후 키우게 될날 까지 책임지면서 맡아서 보살펴 주고있다. 망고라는 이름에 안 맞게 노란 고양이는 아닌데 망고를 사고 돌아가는 길에 발견한 고양이라 망고라고 지었다고 한다.
```

```
* 동물에 대한 애정이 깊고, 따뜻한 성품으로 알려져 있다.
```

```
ex) 지나가는 지렁이가 비가 그쳐 죽어가는 모습을 본다면 안전한 땅으로 옮겨준다던지 지나가던 강아지나 고양이가 남들은 다 무서워해도 그에게는 다가가서 애교를 부린다는 등등의 소문이 있다.
```

```
* 메이트의 드러머 겸 배우 이현재, MC딩동, 유명 재즈피아니스트 전용준, 작곡가 
윤일상
, 음악평론가 
임진모
 등등 다양한 음악분야의 큰 인맥들을 자랑하기도 한다.
```

```
* 최근 유명 유튜버  하나키키(김하나), 공피디, 설영호, 조재원, 율리예스, 
랄랄
, 
하승진
, 닥터준, 
김하나
, 
유준호
, 뻘컵, 
신사
, 주피디, 쫀득, 쿠쿠크루, 
김광연
, 갱행구,  애주가TV참PD, 
임다
, 진국이네, 
안일권
, 폭소바겐, 
대도서관
, 
가오가이
, 
진용진
, 
코아
, 츄더(문에스더), 
장민욱
, 
원정상
, 푸들커플, 잡솨, 면상들, 
동네놈들
, 조매력, 
하비
 등등 친분을 쌓아가며 지내는것 같다.
```

```
* 유명 헬스 유튜버이자 인플루언서 전문 퍼스널 트레이너 율리예스에게 헬스를 배우는 것으로 알려진다.
```

```
* 실시간 합주 프로그램 싱크룸 (SYNCROOM) 에서 jappy 라는 닉네임으로 활동중인데, 어느덧 그 안 커뮤니티에서도 유명인사가 되어 다들 알아본다는 탑티어 온라인 상의 연주자가 되었다.
```

```
* 예의가 바른 편이라고 한다. 가게 입장 뿐만 아니라 대중교통을 타더라도 그의 마스코트 친절한 인사는 계속된다고 한다.
```

```
* 현재 휴댓(HUDAT) 이라는 브랜드의 옷을 협찬받아 공연이나 일상에 활용하며 다닌다.
```

```
* 최근 
대도서관
 및 
진용진
 등 대기업 유튜버측에 초대를 받아 강연 및 시사회 참여를 하는 것으로 보인다.
```

```
* 멘사도형 IQ 테스트에서 아이큐 145 이상의 천재적인 지능을 가진 
수재
이다. --(상위 0.08% 천재, 문제 정답률 100%)--
```

```
* 과거에 여러 공연을 기획 감독 총괄을 하기도 하였으며, 뮤지컬 편곡 및 작곡도 참여한적 있다.
```

```
* 음악을 유지하기 위해 안해본 알바 혹은 일이 없다고 한다. 잠을 줄여가며 더 나아가서는 혹사 지경까지 열심히 버티고 버티면서 음악 활동을 이어나갔다고 한다.

```

1. ↑  “Pianist Suwan Park Official(@pianist_park_suwan) • Instagram 사진 및 동영상”. 2022년 11월 9일에 확인함.